# Championnat du monde des voitures de sport 1991
Navigation
Édition précédente Édition suivante
Le Championnat du monde des voitures de sport 1991 est la 39e saison du Championnat du monde des voitures de sport (WSC) FIA. Il est réservé pour les voitures du Groupe C divisé en deux catégories : C1 et C2. Il s'est couru du 14 avril 1991 au 28 octobre 1991, et a compris huit courses (cinq en Europe, deux au Japon et une au Mexique).

## Calendrier
| Manche | Course                                                   | Circuit     | Participants | Date          |
| ------ | -------------------------------------------------------- | ----------- | ------------ | ------------- |
| 1      | 430 kilomètres de Suzuka Coupe Fujifilm                  | Suzuka      | 15           | 14 avril      |
| 2      | 430 kilomètres de Monza Trofeo Caracciola                | Monza       | 17           | 5 mai         |
| 3      | 430 kilomètres de Silverstone Castrol BRDC Empire Trophy | Silverstone | 16           | 19 mai        |
| 4      | 24 Heures du Mans                                        | Le Mans     | 38           | 22 au 23 juin |
| 5      | 430 kilomètres du Nürburgring ADAC Sportwagen WM         | Nürburgring | 18           | 18 août       |
| 6      | 430 kilomètres de Magny-Cours                            | Magny-Cours | 19           | 15 septembre  |
| 7      | Trofeo Hermanos Rodriguez (430 km)                       | Mexico      | 16           | 6 octobre     |
| 8      | 430 kilomètres d'Autopolis                               | Autopolis   | 17           | 28 octobre    |

## Engagés
| No. | Pays                        | Équipe                 | Voiture                  | Pneu                   | Pilotes                                                                                              | Pilotes                                                                                              | Pilotes                                                                                              |
| No. | Pays                        | Équipe                 | Voiture                  | Pneu                   | Les chiffres entre parenthèses sont la ou les manches auxquelles le pilote ou l'écurie sont inscrits | Les chiffres entre parenthèses sont la ou les manches auxquelles le pilote ou l'écurie sont inscrits | Les chiffres entre parenthèses sont la ou les manches auxquelles le pilote ou l'écurie sont inscrits |
| --- | --------------------------- | ---------------------- | ------------------------ | ---------------------- | --- | --- | --- |
| 1   |                             | Team Sauber Mercedes   | Mercedes-Benz C11 (1-4)  | G                      | Jean-Louis Schlesser (Toutes)                                                                        | Jochen Mass (Toutes)                                                                                 | Alain Ferté (4)                                                                                      |
| 1   | Mercedes-Benz C291 (5-8)    | Team Sauber Mercedes   |                          | G                      | Jean-Louis Schlesser (Toutes)                                                                        | Jochen Mass (Toutes)                                                                                 | Alain Ferté (4)                                                                                      |
| 2   |                             | Team Sauber Mercedes   | Mercedes-Benz C291       | G                      | Karl Wendlinger (1-3, 5-8)                                                                           | Michael Schumacher (1-3, 5-8)                                                                        | |
| 3   |                             | Silk Cut Jaguar        | Jaguar XJR-14            | G                      | Derek Warwick (1-3, 5-8)                                                                             | Martin Brundle (1-3)                                                                                 | David Brabham (5-8)                                                                                  |
| 4   |                             | Silk Cut Jaguar        | Jaguar XJR-14            | G                      | Teo Fabi (1-3, 5-8)                                                                                  | Martin Brundle (1-2)                                                                                 | Derek Warwick (3)                                                                                    |
| 4   | David Brabham (5-6, 8)      | Silk Cut Jaguar        | Jaguar XJR-14            | G                      | | | |
| 5   |                             | Peugeot Talbot Sport   | Peugeot 905 (1-4)        | M                      | Philippe Alliot (Toutes)                                                                             | Mauro Baldi (Toutes                                                                                  | Jean-Pierre Jabouille (4)                                                                            |
| 5   | Peugeot 905 Evo 1 Bis (5-8) | Peugeot Talbot Sport   |                          | M                      | Philippe Alliot (Toutes)                                                                             | Mauro Baldi (Toutes                                                                                  | Jean-Pierre Jabouille (4)                                                                            |
| 6   |                             | Peugeot Talbot Sport   | Peugeot 905 (1-4)        | M                      | Keke Rosberg (Toutes)                                                                                | Yannick Dalmas (Toutes)                                                                              | Pierre-Henri Raphanel (4)                                                                            |
| 6   | Peugeot 905 Evo 1 Bis (5-8) | Peugeot Talbot Sport   |                          | M                      | Keke Rosberg (Toutes)                                                                                | Yannick Dalmas (Toutes)                                                                              | Pierre-Henri Raphanel (4)                                                                            |
| 7   |                             | Louis Descartes        | ALD C91 (1-4,6-7)        | G                      | Philippe de Henning (1-2, 4)                                                                         | Luigi Taverna (2-4, 6-7)                                                                             | Patrick Gonin (4, 6-7)                                                                               |
| 7   | Spice SE89C (5)             | Louis Descartes        | Ranieri Randaccio (5)    | G                      | Mirko Savoldi (5)                                                                                    | | |
| 8   |                             | Euro Racing            | Spice SE90C              | G                      | Cor Euser (Toutes)                                                                                   | Charles Zwolsman (1-2, 4-8)                                                                          | Richard Piper (3)                                                                                    |
| 8   | Tim Harvey (en) (4)         | Euro Racing            | Spice SE90C              | G                      | | | |
| 11  |                             | Porsche Kremer Racing  | Porsche 962CK6           | Y                      | Manuel Reuter (Toutes)                                                                               | Harri Toivonen (1-6, 8)                                                                              | JJ Lehto (4)                                                                                         |
| 11  | Tomas Lopez (7)             | Porsche Kremer Racing  | Porsche 962CK6           | Y                      | | | |
| 12  |                             | Courage Compétition    | Porsche 962C (1)         | D                      | Steven Andskär (1, 8)                                                                                | George Fouché (1, 8)                                                                                 | François Migault (2-7)                                                                               |
| 12  | Cougar C26S (2-7)           | Courage Compétition    | D                        | Lionel Robert (2, 4-6) | Marco Brand (en) (3)                                                                                 | Jean-Daniel Raulet (4)                                                                               | |
| 12  | Porsche 962C GTi (8)        | Courage Compétition    |                          | Tomás Saldaña (en) (7) | | | |
| 13  |                             | Courage Compétition    | Porsche 962C GTi (1)     | D                      | Eje Elgh (1)                                                                                         | Paolo Barilla (1)                                                                                    | Michel Trollé (2-3)                                                                                  |
| 13  | Cougar C26S (2-7)           | Courage Compétition    | Claude Bourbonnais (2-3) | D                      | Johnny Dumfries (4)                                                                                  | Anders Olofsson (4)                                                                                  | |
| 13  |                             | Courage Compétition    | Thomas Danielsson (4)    | D                      | Marco Brand (en) (5-6)                                                                               | Andrea Filippini (5)                                                                                 | |
| 13  | Denis Morin (6)             | Courage Compétition    | Pascal Fabre (7)         | D                      | Lionel Robert (7)                                                                                    | | |
| 14  |                             | Team Salamin Primagaz  | Porsche 962C             |                        | Antoine Salamin (1-5)                                                                                | Max Cohen-Olivar (1-4)                                                                               | Marcel Tarrès (4)                                                                                    |
| 14  |                             | Team Salamin Primagaz  | Porsche 962C             | Pierre Yver (5)        | Otto Altenbach (6)                                                                                   | Jürgen Lässig (6)                                                                                    | |
| 14  |                             | Team Salamin Primagaz  | Porsche 962C             | Bernd Schneider (7)    | "John Winter" (7)                                                                                    | Roland Ratzenberger (8)                                                                              | |
| 14  | Eje Elgh (8)                | Team Salamin Primagaz  | Porsche 962C             |                        | | | |
| 15  |                             | Veneto Equipe          | Lancia LC2               | D                      | Andrea Filippini (1-2)                                                                               | Marco Brand (en) (1-2)                                                                               | Almo Coppelli (4-6)                                                                                  |
| 15  | Luigi Giorgio (4)           | Veneto Equipe          | Lancia LC2               | D                      | | | |
| 16  |                             | Repsol Brun Motorsport | Porsche 962C             | Y                      | Oscar Larrauri (1-3, 5-8)                                                                            | Bernard Santal (1, 4)                                                                                | Massimo Sigala (2)                                                                                   |
| 16  | Jesús Pareja (3, 8)         | Repsol Brun Motorsport | Porsche 962C             | Y                      | Harald Huysman (4)                                                                                   | Robbie Stirling (de) (4)                                                                             | |
| 16  | Gregor Foitek (5, 7)        | Repsol Brun Motorsport | Porsche 962C             | Y                      | | | |
| 17  |                             | Repsol Brun Motorsport | Porsche 962C             | Y                      | Jesús Pareja (1-2, 4-8)                                                                              | Massimo Sigala (1, 3, 7)                                                                             | Walter Brun (2-6)                                                                                    |
| 17  | Oscar Larrauri (4)          | Repsol Brun Motorsport | Porsche 962C             | Y                      | Bernard Santal (8)                                                                                   | | |
| 18  |                             | Mazdaspeed             | Mazda 787                | D                      | Maurizio Sandro Sala (1-6, 8)                                                                        | David Kennedy (1, 3-5)                                                                               | Pierre Dieudonné (2, 6-7)                                                                            |
| 18  | Mazda 787B                  | Mazdaspeed             | Stefan Johansson (4)     | D                      | Yōjirō Terada (7-8)                                                                                  | | |
| 21  |                             | Konrad Motorsport      | Porsche 962C             |                        | Franz Konrad (2-8)                                                                                   | Stefan Johansson (2, 5-8)                                                                            | Tiff Needell (3)                                                                                     |
| 21  | Konrad KM-011               | Konrad Motorsport      |                          | Anthony Reid (4)       | Pierre-Alain Lombardi (4)                                                                            | | |
| 31  |                             | Team Sauber Mercedes   | Mercedes-Benz C11        | G                      | Karl Wendlinger (4)                                                                                  | Michael Schumacher (4)                                                                               | Fritz Kreutzpointner (4)                                                                             |
| 32  |                             | Team Sauber Mercedes   | Mercedes-Benz C11        | G                      | Jonathan Palmer (4)                                                                                  | Stanley Dickens (4)                                                                                  | Kurt Thiim (4)                                                                                       |
| 33  |                             | Silk Cut Jaguar        | Jaguar XJR-12            | G                      | Derek Warwick (4)                                                                                    | Andy Wallace (4)                                                                                     | John Nielsen (4)                                                                                     |
| 34  |                             | Silk Cut Jaguar        | Jaguar XJR-12            | G                      | Teo Fabi (4)                                                                                         | Bob Wollek (4)                                                                                       | Kenny Acheson (4)                                                                                    |
| 35  |                             | Silk Cut Jaguar        | Jaguar XJR-12            | G                      | Davy Jones (4)                                                                                       | Raul Boesel (4)                                                                                      | Michel Ferté (4)                                                                                     |
| 36  |                             | TWR Suntec Jaguar      | Jaguar XJR-12            | G                      | David Leslie (4)                                                                                     | Mauro Martini (4)                                                                                    | Jeff Krosnoff (4)                                                                                    |
| 36  |                             | Toyota Team Tom's      | Toyota TS010             | G                      | Geoff Lees (8)                                                                                       | Andy Wallace (8)                                                                                     | |
| 37  |                             | Louis Descartes        | ROC 002                  | G                      | Pascal Fabre (4)                                                                                     | Bernard Thuner (4)                                                                                   | |
| 9   |                             | Louis Descartes        | Spice SE89C              | G                      | Michel Maisonneuve (4)                                                                               | Xavier Lapeyre (4)                                                                                   | Jean-Philippe Grand (4)                                                                              |
| 40  |                             | Euro Racing            | Spice SE90C              | D                      | Lyn St. James (4)                                                                                    | Desiré Wilson (4)                                                                                    | Cathy Muller (4)                                                                                     |
| 41  |                             | Euro Racing            | Spice SE90C              | G                      | Naoki Nagasaka (4)                                                                                   | Hisashi Yokoshima (4)                                                                                | Kiyoshi Misaki (4)                                                                                   |
| 42  |                             | Euro Racing            | Spice SE88P              | G                      | Justin Bell (4)                                                                                      | Syunji Kasuya (4)                                                                                    | |
| 43  |                             | Euro Racing            | Spice SE89C              | G                      | Jean-Louis Ricci (4)                                                                                 | Olindo Iacobelli (4)                                                                                 | Richard Piper (4)                                                                                    |
| 44  |                             | Euro Racing            | Spice SE89C              | G                      | John Sheldon (4)                                                                                     | Charles Rickett (4)                                                                                  | Ferdinand de Lesseps (4)                                                                             |
| 45  |                             | Euro Racing            | Spice SE89C              | G                      | Nick Adams (4)                                                                                       | Richard Jones (4)                                                                                    | Robin Donovan (4)                                                                                    |
| 46  |                             | Porsche Kremer Racing  | Porsche 962CK6           | Y                      | Tiff Needell (4)                                                                                     | Gregor Foitek (4)                                                                                    | Tomas Lopez (4)                                                                                      |
| 47  |                             | Courage Compétition    | Cougar C26S              | G                      | Michel Trollé (4)                                                                                    | Marco Brand (en) (4)                                                                                 | Claude Bourbonnais (4)                                                                               |
| 48  |                             | Courage Compétition    | Cougar C24S              | G                      | Chris Hodgetts (4)                                                                                   | Andrew Hepworth (4)                                                                                  | Thierry Lecerf (4)                                                                                   |
| 49  |                             | Courage Compétition    | Porsche 962C             | D                      | Steven Andskär (4)                                                                                   | George Fouché (4)                                                                                    | |
| 50  |                             | Courage Compétition    | Porsche 962C             | G                      | Jean-Marie Alméras (4)                                                                               | Jacques Alméras (4)                                                                                  | Pierre de Thoisy (4)                                                                                 |
| 51  |                             | Team Salamin Primagaz  | Porsche 962C             | G                      | Otto Altenbach (4)                                                                                   | Jürgen Lässig (4)                                                                                    | Pierre Yver (4)                                                                                      |
| 52  |                             | Team Salamin Primagaz  | Porsche 962C             | D                      | Roland Ratzenberger (4)                                                                              | Eje Elgh (4)                                                                                         | Will Hoy (4)                                                                                         |
| 53  |                             | Team Salamin Primagaz  | Porsche 962C             | D                      | James Weaver (4)                                                                                     | Hurley Haywood (4)                                                                                   | Wayne Taylor (4)                                                                                     |
| 54  |                             | Team Salamin Primagaz  | Porsche 962C             | D                      | Katsunori Iketani (4)                                                                                | Mercedes Stermitz (4)                                                                                | |
| 55  |                             | Mazdaspeed             | Mazda 787B               | D                      | Volker Weidler (4)                                                                                   | Johnny Herbert (4)                                                                                   | Bertrand Gachot (4)                                                                                  |
| 55  |                             | Porsche Kremer Racing  | Porsche 962CK6           | Y                      | Otto Rensing (5)                                                                                     | Mercedes Stermitz (5)                                                                                | Gregor Foitek (6)                                                                                    |
| 55  | Tomas Lopez (6)             | Porsche Kremer Racing  | Porsche 962CK6           | Y                      | | | |
| 56  |                             | Mazdaspeed             | Mazda 787                | D                      | Yōjirō Terada (4)                                                                                    | Takashi Yorino (4)                                                                                   | Pierre Dieudonné (4)                                                                                 |
| 57  |                             | Konrad Motorsport      | Porsche 962C             | G                      | Bernd Schneider (4)                                                                                  | Henri Pescarolo (4)                                                                                  | "John Winter" (4)                                                                                    |
| 57  | Harald Becker (5)           | Konrad Motorsport      | Porsche 962C             | G                      | Franz Konrad (5)                                                                                     | | |
| 58  |                             | Mazdaspeed             | Mazda 787 (1)            | D                      | Takashi Yorino (1, 8)                                                                                | Yōjirō Terada (1)                                                                                    | David Kennedy (8)                                                                                    |
| 58  | Mazda 787B (8)              | Mazdaspeed             |                          | D                      | Takashi Yorino (1, 8)                                                                                | Yōjirō Terada (1)                                                                                    | David Kennedy (8)                                                                                    |
| 59  |                             | Team Salamin Primagaz  | Porsche 962C             | D (3)                  | Jonathan Palmer (3)                                                                                  | Eje Elgh (3)                                                                                         | Jürgen Oppermann (5)                                                                                 |
| 59  | G (5,7)                     | Team Salamin Primagaz  | Porsche 962C             | Otto Altenbach (5)     | Derek Bell (7)                                                                                       | Gianpiero Moretti (7)                                                                                | |
| 60  |                             | Louis Descartes        | Spice SE89C              | G                      | John Sheldon (3)                                                                                     | Mercedes Stermitz (3)                                                                                | |
| 61  |                             | Euro Racing            | Spice SE90C              | G                      | Henri Pescarolo (6)                                                                                  | Jean-Louis Ricci (6                                                                                  | Wayne Taylor (8)                                                                                     |
| 61  | Hideshi Matsuda (8)         | Euro Racing            | Spice SE90C              | G                      | | | |

## Résultats de la saison

### Attribution des points
Les points sont distribués aux dix premiers de chaque course dans l'ordre de 20-15-12-10-8-6-4-3-2-1 points, toutefois :
- Les pilotes qui ne conduisent pas la voiture dans un certain pourcentage de tours dans une course n'ont pas droit aux points.
- Les constructeurs ne reçoivent les points que de leur voiture la mieux classée, les autres voitures du même constructeur ne marquant aucun point, cependant les points sont attribués aux pilotes de ces voitures.
- Le pilote et les équipes ne marquent pas de points s'ils n'accomplissent pas 90 % de la distance du vainqueur.

### Courses
| Manche | Circuit            | Équipe vainqueur en C1                          | Équipe vainqueur en C2                        | Résultats |
| Manche | Circuit            | Pilote vainqueur en C1                          | Pilote vainqueur en C2                        | Résultats |
| ------ | ------------------ | ----------------------------------------------- | --------------------------------------------- | --------- |
| 1      | Suzuka             | Peugeot Talbot Sport                            | Team Sauber Mercedes                          | Résultats |
| 1      | Suzuka             | Mauro Baldi Philippe Alliot                     | Jean-Louis Schlesser Jochen Mass              | Résultats |
| 2      | Monza              | Silk Cut Jaguar                                 | Team Sauber Mercedes                          | Résultats |
| 2      | Monza              | Derek Warwick                                   | Jean-Louis Schlesser Jochen Mass              | Résultats |
| 3      | Silverstone        | Silk Cut Jaguar                                 | Team Sauber Mercedes                          | Résultats |
| 3      | Silverstone        | Derek Warwick Teo Fabi                          | Jean-Louis Schlesser Jochen Mass              | Résultats |
| 4      | Le Mans            | Euro Racing                                     | Mazdaspeed                                    | Résultats |
| 4      | Le Mans            | Kiyoshi Misaki Hisashi Yokoshima Naoki Nagasaki | Volker Weidler Johnny Herbert Bertrand Gachot | Résultats |
| 5      | Nürburgring        | Silk Cut Jaguar                                 | Porsche Kremer Racing                         | Résultats |
| 5      | Nürburgring        | David Brabham Derek Warwick                     | Manuel Reuter Harri Toivonen                  | Résultats |
| 6      | Magny-Cours        | Peugeot Talbot Sport                            | Porsche Kremer Racing                         | Résultats |
| 6      | Magny-Cours        | Keke Rosberg Yannick Dalmas                     | Manuel Reuter Harri Toivonen                  | Résultats |
| 7      | Hermanos Rodríguez | Peugeot Talbot Sport                            | Team Salamin Primagaz                         | Résultats |
| 7      | Hermanos Rodríguez | Keke Rosberg Yannick Dalmas                     | Bernd Schneider « John Winter »               | Résultats |
| 8      | Autopolis          | Team Sauber Mercedes                            | Courage Compétition                           | Résultats |
| 8      | Autopolis          | Michael Schumacher Karl Wendlinger              | George Fouché Steven Andskär                  | Résultats |

### Championnat du monde des écuries
Les catégories C1 et C2 n'ont pas de championnat respectif.
| Pos | Écurie                 | Châssis                                   | Moteur                                                                                                   | SUZ | MON | SIL | LMS | NUR | MAG | MEX | AUT | Total |
| --- | ---------------------- | ----------------------------------------- | --- | --- | --- | --- | --- | --- | --- | --- | --- | ----- |
| 1   | Silk Cut Jaguar        | Jaguar XJR-14 Jaguar XJR-12               | Cosworth HB 3.5L V8 Jaguar 7.4L V12                                                                      |     | 20  | 20  | 15  | 20  | 12  | 6   | 15  | 108   |
| 2   | Peugeot Talbot Sport   | Peugeot 905 Evo 1B                        | Peugeot SA35 3.5L V10 Peugeot SA35 3.5L V10                                                              | 20  | 3   | 6   |     |     | 20  | 20  | 10  | 79    |
| 3   | Team Sauber Mercedes   | Mercedes C291 Mercedes C11                | Mercedes M291 3.5L Flat-12 Mercedes M119 5.0L Turbo V8                                                   | 15  | 12  | 15  | 8   |     |     |     | 20  | 70    |
| 4   | Euro Racing            | Spice SE90C                               | Ford Cosworth DFR 3.5L V8                                                                                | 10  | 10  | 8   |     |     | 10  | 10  | 6   | 54    |
| 5   | Mazdaspeed             | Mazda 787 Mazda 787B                      | Mazda Wankel R26B 2.6L 4-Rotor Mazda Wankel R26B 2.6L 4-Rotor                                            | 6   | 4   |     | 20  | 8   | 4   | 2   | 3   | 47    |
| 6   | Porsche Kremer Racing  | Porsche 962CK6                            | Porsche Type-935 3.2L Turbo Flat-6                                                                       | 12  | 8   | 3   | 2   | 12  | 6   |     |     | 43    |
| 7   | Courage Compétition    | Porsche 962C Porsche 962C GTi Cougar C26S | Porsche Type-935 3.2L Turbo Flat-6 Porsche Type-935 3.2L Turbo Flat-6 Porsche Type-935 3.2L Turbo Flat-6 | 8   | 2   | 2   |     | 6   | 2   | 4   | 4   | 28    |
| 8   | Team Salamin Primagaz  | Porsche 962C                              | Porsche Type-935 3.2L Turbo Flat-6                                                                       | 2   |     |     |     | 10  | 1   | 12  |     | 25    |
| 9   | Repsol Brun Motorsport | Porsche 962C Brun C91                     | Porsche Type-935 3.2L Turbo Flat-6 Judd GV 3.5L V10                                                      | 4   | 6   | 4   | 1   | 4   |     | 3   |     | 22    |
| 10  | Konrad Motorsport      | Porsche 962C Konrad KM-011                | Porsche Type-935 3.2L Turbo Flat-6 Lamborghini 3512 3.5L V12                                             |     |     |     | 4   | 2   |     |     |     | 6     |

### Championnat du monde des pilotes
| Pos | Pilote               | Écurie                | SUZ | MON | SIL | LMS | NUR | MAG | MEX | AUT | Total |
| --- | -------------------- | --------------------- | --- | --- | --- | --- | --- | --- | --- | --- | ----- |
| 1   | Teo Fabi             | Silk Cut Jaguar       |     | 15  | 20  | 12  | 15  | 12  |     | 12  | 86    |
| 2   | Derek Warwick        | Silk Cut Jaguar       |     | 20  |     | 10  | 20  | 8   | 6   | 15  | 79    |
| 3=  | Philippe Alliot      | Peugeot Talbot Sport  | 20  | 3   | 6   |     |     | 15  | 15  | 10  | 69    |
| 3=  | Mauro Baldi          | Peugeot Talbot Sport  | 20  | 3   | 6   |     |     | 15  | 15  | 10  | 69    |
| 5   | Cor Euser            | Euro Racing           | 10  | 10  | 8   |     |     | 10  | 10  | 6   | 54    |
| 6   | Charles Zwolsman Sr. | Euro Racing           | 10  | 10  |     |     |     | 10  | 10  | 6   | 46    |
| 7=  | Jochen Mass          | Team Sauber Mercedes  | 15  | 12  | 10  |     |     |     |     | 8   | 45    |
| 7=  | Jean-Louis Schlesser | Team Sauber Mercedes  | 15  | 12  | 10  |     |     |     |     | 8   | 45    |
| 9=  | Michael Schumacher   | Team Sauber Mercedes  |     |     | 15  | 8   |     |     |     | 20  | 43    |
| 9=  | Karl Wendlinger      | Team Sauber Mercedes  |     |     | 15  | 8   |     |     |     | 20  | 43    |
| 11  | Manuel Reuter        | Porsche Kremer Racing | 12  | 8   | 3   | 2   | 12  | 6   |     |     | 43    |